# Moskovskaya
Moskovskaya (ros. Московская, Moskowskaja) – wódka produkowana w Rosji od 1894 roku, o zawartości ok. 40% alkoholu. Szybko zdobyła monopol na rynku rosyjskim, jednakże w 1914 sprzedaż alkoholu została zakazana ze względu na wprowadzenie prohibicji z powodu wybuchu I wojny światowej. Wraz ze zniesieniem prohibicji w 1925 roku, wódka oficjalnie wróciła do sprzedaży.
Tradycyjnym kolorem marki Moskovskaya jest zielony. 
Do produkcji wódki oprócz standardowych produktów marka używa wodorowęglan sodu a także kwas octowy.
Obecnie marka Moskovskaya jest częścią kompanii Sojuzplodimport – jednej z najbardziej znanych marek produkującej różnej klasy wódki za czasów Związku Radzieckiego. W ostatnich latach toczyły się liczne procesy sądowe w sprawie naruszenia praw autorskich przez niemiecką firmę SPI Group. W większości sprawy kończyły się wygraną strony rosyjskiej lub umorzeniem.